# Роуч, Берт
Берт Роуч (англ. Bert Roach; 21 августа 1891 — 16 февраля 1971) — американский актёр кино. За время своей карьеры в кино с 1914 по 1951 год снялся в 327 фильмах. Начал сниматься в эпоху немого кино, затем продолжил свою карьеру в звуковых фильмах.
Родился в Вашингтоне, округ Колумбия, умер в Лос-Анджелесе, штат Калифорния.

## Частичная фильмография
- 1914 — Волшебные штаны Фэтти
- 1919 — Yankee Doodle в Берлине
- 1920 — Внизу на ферме / Down on the Farm
- 1921 — Маленький город Idol
- 1925 — Не
- 1925 — Отрицание
- 1926 — / Money Talks
- 1926 — Пылающий лес
- 1927 — Тилли труженик
- 1927 — Битва века
- 1928 — Толпа / The Crowd
- 1928 — Медовый месяц
- 1929 — / Young Nowheres
- 1929 — Так долго Летти / So Long Letty
- 1929 — Представление представлений / The Show of Shows
- 1930 — Нет, нет, Нанетт! / No, No, Nanette
- 1930 — Держать все
- 1931 — Плохая сестра / Bad Sister
- 1932 — Убийство на улице Морг
- 1932 — / Impatient Maiden
- 1933 — Аллилуйя, я бездельник
- 1936 — Сан-Франциско
- 1936 — Любовь перед завтраком
- 1938 — / Romance on the Run
- 1939 — Человек в железной маске
- 1943 — Масленица
- 1946 — Странная любовь Марты Айверс
- 1946 — Западня
- 1947 — Дик Трейси встречает Gruesome